# Луфер, Абрам Михайлович
Абрам Михайлович Лу́фер (1905—1948) — украинский советский пианист и музыкальный педагог. Заслуженный деятель искусств УССР (1945).

## Биография
Родился 12 (25 августа) 1905 года в Киеве. В 1928 году окончил Высший музыкально-драматический институт имени Н. В. Лысенко в Киеве, ученик Г. Н. Беклемишева. Победитель Всеукраинского конкурса пианистов в Харькове (1930). В 1932 году на втором Международном конкурсе пианистов имени Фредерика Шопена в Варшаве разделил третье место с Б. Коном (по жребию Кон был признан третьим, а Луфер четвёртым).
Концертировал как солист с Симфоническим оркестром Киевской филармонии, а также как солист Киевского радио. Ведущую роль в репертуаре Луфера занимали произведения композиторов-романтиков (Р. Шуман, Ф. Шопен, Ф. Лист) и музыка современных украинских композиторов (Виктор Косенко, Борис Лятошинский, Лев Ревуцкий).
Сразу по завершении своего музыкального образования Луфер начал педагогическую деятельность. С 1929 года он возглавлял фортепианное отделение КГК имени П. И. Чайковского, с 1935 года — профессор. В 1934—1941 и 1944—1948 годах ректор КГК имени П. И. Чайковского. С 1941 по 1944 год в эвакуации был ректором СГК имени М. П. Мусоргского. Член ВКП(б) с 1939 года. С 1944 года вновь в Киеве.
Награждён орденом Трудового Красного Знамени (27.04.1937 — за выдающиеся заслуги в области подготовки музыкальных кадров).
Умер 13 июля 1948 года. Похоронен на Байковом кладбище.
У Луфера учились М. Г. Бялик, Т. И. Гольдфарб, С. А. Дайч, Н. Я. Чайкин, И. Н. Шамо, Рышард Бакст.